# Абу Бекир Шабанович
Абу Бекир Шабанович (бел. Абу Бэкір Шабановіч, род. 22 ноября 1939, Ивье[…], Белорусская ССР, СССР) — мусульманский религиозный и культурный деятель Республики Беларусь, преподаватель.

## Биография
Родился в семье польско-литовских татар. Его прадед был имамом крупной мечети недалеко от Крево, дед был духовным наставником мусульман Беларуси, а отец возглавлял мусульманскую общину в Ивье.
Ещё ребёнком изучал ислам в одной из мечетей города Ивье. После окончания вуза работал учителем истории и физкультуры. Был переведен на работу в идеологический отдел Минского обкома КПБ. Впоследствии работал директором СШ № 65 имени Героя Советского Союза Бориса Окрестина в Минске.
В 1989 году основал Национально-культурное объединение белорусских татар «Зикр-уль-Китаб», где вместе с остальными его участниками принимал активное участие в создании мусульманских культурных центров Белорусской ССР, а в дальнейшем независимой Беларуси. В 2005 на 6-м внеочередном съезде Мусульманского религиозного объединения Беларуси был избран муфтием.
В 2006 обвинил газету «Згода», которая перепечатала карикатуры на пророка Мухаммеда, в оскорблении чувств верующих и политической провокации, однако выступил против заключения редактора газеты Александра Сдвижкова.
Принимал участие в воссоздании в Минске Соборной мечети, которую татарская община строила 13 лет. Храм представляет собой увеличенную копию некогда разрушенной мечети 1901 года. В том же году был удостоен премии «За духовное возрождение» за значительный личный вклад в сохранение духовных ценностей и традиций мусульман Беларуси.

## Награды
- Премия Президента Республики Беларусь «За духовное возрождение»;
- Орден Почета «Аль-Фахр» — высшая награда мусульман России от Совета Муфтиев России;
- Орден «Вера и честь» Центрального духовного управления мусульман России;
- Орден Общественной Дипломатии;
- Орден «Имам Шамиль» за выдающиеся заслуги перед многонациональным народом Дагестана (Международный Фонд Шамиля);
- Почетный знак «За укрепление межнационального мира и согласия» (Республика Дагестан);
- Медаль «Бердәмлек» («Единство») Духовного управления мусульман Республики Татарстан;
- Медаль Белорусского фонда мира «Заслуженный миротворец»;
- Медаль «За общественное служение Союзному государству»;
- Медаль «Во имя православного единства»;
- Медаль Петра I «За заслуги в деле возрождения науки и экономики России» РАЕН;
- Медаль «100 лет образования СССР»;
- Медаль «25 лет Татарскому дворянскому собранию»[10].